# باشان (الشام)

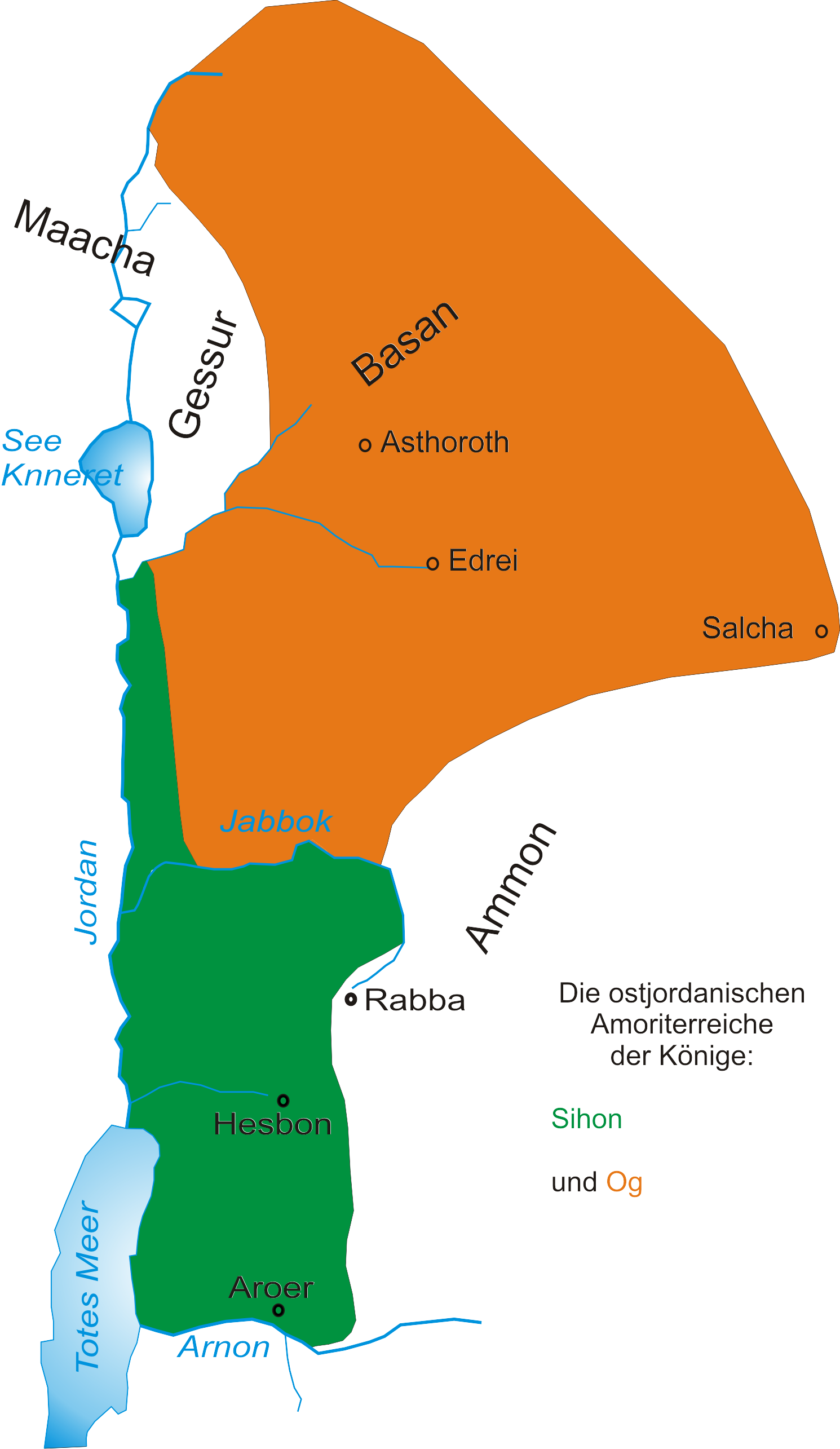

بَاشَان هي أرض مملكة الأموريين في أرض كنعان واقعة جنوب سورية وشرقي الأردن بين جبلي حرمون وجلعاد.

## أصل الاسم
اسم عبري ومعناه «أرض مستوية أو ممهدة». وسميت باشان علي اسم جبل في تلك البلاد وهواليوم جبل العرب أو جبل الدروز في جنوب سوريا.

## حدودها
كانت باشان تشمل حوران والجولان واللجاه وهي مناطق تقع جنوب سوريا، وكلها مؤلفة من صخور وأتربة بركانية. وتربتها خصبة للغاية وماؤها غزير. ويزرع فيها الحنطة والشعير والسمسم والذرة والعدس والكرسنة. ويحدها شمالاً أراضي دمشق، وشرقاً بادية سورية، وجنوباً أرض جلعاد، وغرباً غور الأردن. ويخترق جانبها الشرقي جبل الدروز وهو جبل باشان القديم. ويمر بالجولان سلسلة تلال من الشمال إلى الجنوب هي براكين قديمة خامدة. أما مقاطعة اللجاه فهي حقل من «اللافا» أي الصخر البركاني قد انسكبت من تل سيحان وهو فم بركان قديم بقرب شحبه ومنطقة اللجاه واقعة في جنوب سوريا.
وقد اشتهرت بمراعيها ومواشيها وأشجارها.

## مملكة باشان
توجه اليهود إلى مملكة باشان أو «بيسان» في شمال الأردن وكان أهلها قوم من الكنعانيين هم الرفائيين اشتهروا بضخامة أجسامهم مما جعلهم من بين العمالقة، وتصدى لهم الملك «عوج» الذي قتل في معركة درعا وسقطت بلاده في يد اليهود.

## ذكرها في الكتاب المقدس
ذكرت باشان نحو ستين مرة في الكتاب المقدس.

## سكانها
سكان باشان القدماء من الرفائيين.